# Giacomo Coco
Pour les articles homonymes, voir Coco.
Giacomo Coco, né le 27 septembre 1412 à Venise et mort le 28 avril 1453 à Constantinople, est un capitaine de galères vénitien du XVe siècle.

## Biographie
Le 4 décembre 1452, Giacomo Coco arrive à Constantinople avec une galère après avoir séjourné à Trébizonde. Il parvient lors de ce voyage à déjouer la vigilance du fort de Roumeli Hisar construit dans le but d'empêcher tout navire en provenance de la mer Noire d'atteindre la cité impériale. Avec le reste de la marine assiégée, son navire reste dans la Corne d'Or, à l'abri du reste de la marine turque grâce à une chaîne qui barre le passage entre Péra et Constantinople. 
Toutefois, dans la nuit du 21 au 22 avril, le sultan Mehmet II parvient à faire passer certains de ses navires par-dessus la presqu'île pour les envoyer dans la Corne d'Or d'où ils peuvent gêner l'action de la marine chrétienne. Giacomo Coco propose alors d'envoyer une petite flottille de nuit pour incendier les navires turcs dès la nuit du 24 avril. La solution est acceptée mais les Génois n'en sont pas informés. En effet, les Vénitiens et les Byzantins craignent qu'ils n'informent les autorités de Pera dont les relations avec le sultan sont ambiguës. Toutefois, les Génois finissent par avoir vent de l'opération et exigent d'y participer en fournissant un des navires ce qui retarde l'opération, reportée à la nuit du 28 avril au grand dam de Giacomo Coco.
Ce délai laisse le temps aux Turcs d'être informés, probablement par un habitant de Pera. Ainsi, le 28 avril, Coco dirige une des trois fustes qui doit détruire les navires sous la protection de deux galères vénitiennes et à l'aide d'une armada de petits navires incendiaires ainsi que de deux navires de transport (un vénitien et un génois). Pris de témérité, il décide de se lancer en avant de l'escadre chrétienne pour être le premier à attaquer les Turcs mais il est repéré par ces derniers qui parviennent à détruire son navire à l'aide de leur artillerie. Giacomo Coco périt lors de l'action tandis que la flotte chrétienne est contrainte de se replier sans résultat.
Cet échec attise les tensions entre Vénitiens et Génois dans la capitale byzantine, les Génois mettant cet échec sur le dos de la précipitation de Giacomo Coco. Son adjoint Dolfin Dolfin le remplace à la tête de son navire.